# Svetovno prvenstvo športnih dirkalnikov sezona 1963
Svetovno prvenstvo športnih dirkalnikov sezona 1963 je bila enajsta sezona Svetovnega prvenstva športnih dirkalnikov, ki je potekalo med 17. februarjem in 14. septembrom 1963. Naslov konstruktorskega prvaka so osvojili Ferrari (P in GT+2.0), Porsche (GT2.0) in Fiat-Abarth (GT1.0).

## Spored dirk
| Št | Ime                                     | Dirkališče                     | Razred | Datum               |
| -- | --------------------------------------- | ------------------------------ | ------ | ------------------- |
| 1  | 3 ure Daytone                           | Daytona International Speedway | GT     | 17. februar         |
| 2  | 3 ure Sebringa                          | Sebring International Raceway  | GT     | 22. marec           |
| 3  | 12 ur Sebringa                          | Sebring International Raceway  | Oba    | 23. marec           |
| 4  | Targa Florio                            | Palermo                        | Oba    | 5. maj              |
| 5  | 500 km Spaja                            | Circuit de Spa-Francorchamps   | GT     | 12. maj             |
| 6  | Coppa Maifredi                          | Circuito Del Garda             | GT     | 12. maj             |
| 7  | 1000 km Nürburgringa                    | Nürburgring                    | Oba    | 19. maj             |
| 8  | Coppa della Consuma Hillclimb           | Consuma                        | Oba    | 2. junij            |
| 9  | Rossfeld Mountain Grand Prix            | Rossfeld                       | Oba    | 9. junij            |
| 10 | 24 ur Le Mansa                          | Circuit de la Sarthe           | Oba    | 15. junij 16. junij |
| 11 | 3 ure Monze                             | Autodromo Nazionale Monza      | GT     | 29. junij           |
| 12 | Wiesbaden-Rallye                        | Wiesbaden                      | GT     | 7. julij            |
| 13 | Trophée d'Auvergne                      | Charade Circuit                | Both   | 7. julij            |
| 14 | Freiburg-Schauinsland Hillclimb         | Schauinsland                   | Oba    | 11. avgust          |
| 15 | Coppa Citta di Enna                     | Autodromo di Pergusa           | GT     | 18. avgust          |
| 16 | RAC Goodwood Tourist Trophy             | Goodwood Circuit               | GT     | 24. avgust          |
| 17 | Ollon-Villars Swiss Mountain Grand Prix | Villars                        | Oba    | 25. avgust          |
| 18 | 500 km Nüburgringa                      | Nürburgring                    | Oba    | 1. september        |
| 19 | Coppa Inter-Europa                      | Autodromo Nazionale Monza      | GT2.0  | 8. september        |
| 20 | Coppa Inter-Europa                      | Autodromo Nazionale Monza      | GT+2.0 | 8. september        |
| 21 | Tour de France                          |                                | GT     | 2. september        |
| 22 | Double 500 km                           | Bridgehampton                  | GT     | 14. september       |